# Белан, Татьяна Валерьевна
Татьяна Валерьевна Белан (родилась 10 ноября 1982 года в Минске) — белорусская гимнастка, серебряный призёр Олимпийских игр 2000 года по художественной гимнастике в групповом многоборье; чемпионка мира 1998 года в групповом многоборье. Заслуженный мастер спорта Республики Беларусь (1998).

## Биография
В возрасте 11 лет стала мастером спорта. Первым успехом Татьяны стала победа на чемпионате мира в 1998 году в групповом многоборье, за что Татьяна получила звание Заслуженного мастера спорта РБ (также Беларусь завоевала серебряные медали в двух видах групповых упражнений). В 1999 году Татьяна в составе команды завоевала бронзовые медали на чемпионате мира в командном многоборье и групповых упражнениях с обручами и лентами, а также серебряную медаль в упражнениях с 5 мячами. На Олимпийских играх 2000 года сборная Беларуси, в составе которой также выступала Татьяна, завоевала серебряную медаль в групповом упражнении.
После Олимпийских игр Татьяна покинула большой спорт, работала в танцевальном шоу в Китае до 2008 года., после чего стала тренером в школе Евгении Павлиной.